# شبرا شهاب
شبرا شهاب إحدى قرى مركز القناطر الخيرية التابع لمحافظة القليوبية بجمهورية مصر العربية.

## التاريخ
ذكرها علي مبارك في كتابه الخطط التوفيقية باسم "شبرى شهاب"، حيث ذكر أنها قرية في مديرية القليوبية بقسم قليوب، وأن بها جامع بمنارة وبستان وسوق يقام كل ثلاثاء، ومهنة أهلها الزراعة.

## الجغرافيا
تتعرض مساحة القرية للتناقص، بسبب نحر نهر النيل في أراضي القرية، وطرح ما نحره في الشاطئ الآخر.

## السكان
بلغ عدد سكان شبرا شهاب 12,183 نسمة، حسب الإحصاء الرسمي لعام 2006.